# 토요일 7시가 좋다
《토요일 7시가 좋다》는 대한민국의 KBS에서 1994년 10월 15일부터 1995년 4월 29일까지 방영된 예능 프로그램인데 매회 빠지지 않고 자사 드라마의 출연자나 인기프로그램 진행자를 등장시켜 따끔한 눈초리를 사 1년을 넘기지 못했으며 동시간대 경쟁작 중 하나였던 SBS 《웃으며 삽시다》(93년 10월 23일 시작) 출연진 중에 속한 최양락 이봉원 등이 KBS 출신이라 아픔이 두 배였고 최양락 이봉원 등과 함께 1991년 SBS 개국 당시 1년간의 전속계약을 하며 이적한 10여 명의 스타급 코미디언에 속했으나 본인이 출연한 영화 《영구와 황금박쥐》의 흥행 실패 등에 따른 충격 탓인지 1992년 2월 KBS로 돌아온 심형래가 《웃으며 삽시다》의 한 코너로 1994년 11월 26일 시작된 '슈퍼파워 김치맨'으로 SBS 복귀를 했는데 심형래는 이 코너가 1995년 3월 11일 막을 내린 뒤 영화 《파워킹》 제작 때문에 한동안 방송활동을 중단하기도 했다.
한편, 이 프로그램은 당초 김국진 김용만 이지은이 공동 진행을 맡았으나 MBC 이적(김국진 김용만), 자사 주말극 《젊은이의 양지》 캐스팅(이지은) 때문에 1995년 3월 4일 방송분을 끝으로 하차했으며 이들의 뒤를 이어 홍서범 남희석 이일화가 같은 달 11일부터 투입됐지만 결국 4월 29일 방영분을 끝으로 막을 내렸는데 1994년 8월 27일 같은 채널 파일럿 프로그램 <오키도키쇼>로 브라운관에 돌아온 초대 남자 MC 김국진 김용만이 해당 프로그램을 통해 본격적인 TV 복귀를 하기도 했다.

## 기획 의도
주요 코믹토크, 야외제작물, 게임, 아마추어 참여 코너 등의 다양한 구성을 통해 풍성한 볼거리를 제공할 수 있는 오락성 프로그램이다.

## 역대 진행자
- 1대 김국진, 김용만, 이지은 (1994년 10월 15일 ~ 1995년 3월 4일)
- 2대 홍서범, 남희석, 이일화 (1995년 3월 11일 ~ 1995년 4월 29일)

## 결방
- 1994년 12월 24일 - 6시부터 성탄특집 <쇼!웃음실은 크리스마스> 1~2부 편성[6]
- 1994년 12월 31일 - 6시부터 <KBS 코미디대상> 편성[7]

## 타이틀 변천사
| 기수 | 타이틀                 | 방송 기간                           |
| ---- | ---------------------- | ----------------------------------- |
| 1기  | 쇼 토요특급            | 1990년 6월 16일 ~ 1991년 5월 18일   |
| 2기  | 토요 대행진            | 1991년 5월 25일 ~ 1992년 10월 3일   |
| 3기  | 전원집합 토요 대행진   | 1992년 10월 10일 ~ 1993년 10월 16일 |
| 4기  | 토요일 7시가 좋다      | 1994년 10월 15일 ~ 1995년 4월 29일  |
| 5기  | 출발 토요대행진        | 1995년 5월 6일 ~ 1996년 3월 2일     |
| 6기  | 토요일 전원출발        | 1996년 3월 9일 ~ 1998년 2월 14일    |
| 7기  | 자유선언 오늘은 토요일 | 1998년 10월 17일 ~ 2001년 4월 28일  |
| 8기  | 쇼 여러분의 토요일     | 2001년 5월 5일 ~ 2001년 11월 3일    |
| 9기  | 자유선언 토요대작전    | 2001년 11월 10일 ~ 2003년 11월 1일  |
| 10기 | 천하무적 토요일        | 2009년 4월 25일 ~ 2010년 12월 25일  |
| 11기 | 자유선언 토요일        | 2011년 6월 4일 ~ 2012년 3월 31일    |

## 같이 보기
- 출발 토요대행진 (후속작, 1995 ~ 1996년)
- 토요일! 토요일은 즐거워 (MBC)
- 기쁜 우리 토요일 (SBS)
- 웃으며 삽시다 (SBS)